# Montpezat-de-Quercy
Montpezat-de-Quercy é uma comuna francesa na região administrativa da Occitânia, no departamento de Tarn-et-Garonne. Estende-se por uma área de 44.02 km², e possui 1.579 habitantes, segundo o censo de 2018, com uma densidade de 36 hab/km².